# Daihatsu
Daihatsu (jap. ダイハツ工業株式会社 Daihatsu Kōgyō Kabushiki-gaisha) – japoński producent samochodów.

## Historia
- 1907 – powstaje Hatsudoki Seizo Co., Ltd. – fabryka silników[1].
- 1919 – pierwsze prototypy czterokołowych aut ciężarowych[1].
- 1930 – początek produkcji pojazdów trójkołowych na rynek azjatycki[1].
- 1937 – pierwszy prototyp czterokołowego auta osobowego[1].
- 1951 – przedsiębiorstwo zmienia nazwę na Daihatsu Kogyo Co., Ltd.[1]
- 1960 – początek produkcji pierwszego auta pod marką Daihatsu – Hijet[1].
- 1967 – podpisanie umowy o współpracy z Toyota Motor Corporation, przejęcie przez Toyotę 16,8% akcji[1].
- 1974 – zmiana nazwy na Daihatsu Motor Co., Ltd.[1]
- 1977 – początek produkcji modelu Charade (993cc)[1].
- 1984 – początki modeli Rocky oraz 850[1].
- 1986 – otwarcie linii produkcyjnej samochodów Charade w Chinach[1].
- 1988 – rozpoczęcie sprzedaży samochodów Daihatsu na rynku amerykańskim, modele Charade oraz Rocky[1].
- 1992 – zamknięcie oddziału Daihatsu w USA[1].
- 1995 – zwiększenie udziału Toyoty do 33,4%[1].
- 1998 – objęcie przez Toyotę pakietu kontrolnego 51,2% akcji przedsiębiorstwa Daihatsu[1].
- 1998 – wypuszczenie na rynek modelu Sirion opracowanego wspólnie przez Daihatsu oraz Toyotę[1].
- 2002 – wypuszczenie na rynek modelu Copen[1].
- 2009 – wejście na rynek polski[2].
- 2016 – w styczniu zostało podpisane porozumienie o przejęciu w drugiej połowie roku wszystkich akcji przedsiębiorstwa przez Toyota Motor Corporation, do tej pory Toyota posiadała 51% akcji Daihatsu; w nowym etapie współpracy w ramach Toyota Group Daihatsu będzie odpowiadało za opracowywanie małych modeli dla marki Daihatsu i Toyota[3].

## Modele

### Seryjne
| Model               | Lata produkcji | Zdjęcie |
| ------------------- | -------------- | ------- |
| Daihatsu Bee        | 1951–1952      |         |
| Daihatsu Cuore      | 1980-2015      |         |
| Daihatsu Esse       | od 2005        |         |
| Daihatsu Fellow     | 1966–1970      |         |
| Daihatsu Fellow Max | 1970–1980      |         |
| Daihatsu Leeza      | 1986–1993      |         |
| Daihatsu Mira       | od 1980        |         |
| Daihatsu Mira Gino  | od 1999        |         |
| Daihatsu Naked      | 1999–2004      |         |
| Daihatsu Opti       | 1992–2002      |         |
| Daihatsu Sonica     | od 2006        |         |
| Daihatsu Trevis     | od 2004        |         |
| Daihatsu Charade    | 1977–2000      |         |
| Daihatsu Compagno   | 1963–1969      |         |
| Daihatsu Consorte   | 1969–1977      |         |
| Daihatsu Sirion     | od 1998        |         |
| Daihatsu Storia     | 1998–2004      |         |
| Daihatsu Applause   | 1989–2000      |         |
| Daihatsu Charmant   | 1974–1987      |         |
| Daihatsu Altis      | od 2000        |         |
| Daihatsu Terios     | od 1997        |         |
| Daihatsu Terios Kid | od 1998        |         |
| Daihatsu Feroza     | 1989–1997      |         |
| Daihatsu Rocky      | 1984–2002      |         |
| Daihatsu Rugger     | 1984–1997      |         |
| Daihatsu Taft       | 1974–1984      |         |
| Daihatsu Wildcat    | 1974–1984      |         |
| Daihatsu Copen      | 2002–2010      |         |
| Daihatsu Atrai      | od 1981        |         |
| Daihatsu Max        | 2001–2005      |         |
| Daihatsu Move       | od 1995        |         |
| Daihatsu Move Conte | od 2008        |         |
| Daihatsu Move Latte | od 2004        |         |
| Daihatsu Tanto      | od 2003        |         |
| Daihatsu Atrai 7    | 2000–2004      |         |
| Daihatsu Materia    | od 2006        |         |
| Daihatsu YRV        | 2000–2005      |         |
| Daihatsu Gran Move  | 1996–2002      |         |
| Daihatsu Pyzar      | 1996–2002      |         |
| Daihatsu Xenia      | od 2003        |         |
| Daihatsu Delta      | od 1970        |         |
| Daihatsu HA         | 1930–1931      |         |
| Daihatsu Hijet      | od 1960        |         |
| Daihatsu Hiline     | 1962–1971      |         |
| Daihatsu Midget     | 1957–1972      |         |
| Daihatsu Midget II  | 1996–2001      |         |
| Daihatsu Vesta      | 1958–1970      |         |

### Koncepcyjne
- Daihatsu X-021 (1991)
- Daihatsu D-Bone (2004)
- Daihatsu ai(inne języki) (2004)
- Daihatsu Costa(inne języki) (2005)
- Daihatsu HVS (2005)
- Daihatsu UFE-III(inne języki) (2005)
- Daihatsu Basket(inne języki) (2009)
- Daihatsu D-X(inne języki) (2011)
- Daihatsu FC Sho Case (2011)